# Jorge Mora
Jorge Armando Mora Guzmán (* 16. Januar 1991 in Guadalajara, Jalisco) ist ein ehemaliger mexikanischer Fußballspieler, der vorwiegend im offensiven Mittelfeld und gelegentlich in der Sturmreihe zum Einsatz kam. Jorge Mora ist ein Sohn des ehemaligen Fußballspielers und -trainers Octavio Mora.

## Laufbahn
Mora wurde im Nachwuchsbereich des Club Deportivo Guadalajara ausgebildet, bei dem er 2007 auch seinen ersten Profivertrag erhielt.
In seinen ersten Spielzeiten als Fußballprofi bei Guadalajara sammelte Mora unter anderem Erfahrungen beim Farmteam Nacional Tijuana, ehe er in den Jahren 2011 und 2012 zu insgesamt neun Einsätzen für die Mannschaft des Club Deportivo Guadalajara in der höchsten mexikanischen Spielklasse kam.
Gleich in der ersten Minute seines ersten Einsatzes am 19. Februar 2011 erzielte Mora in einem Heimspiel gegen den CF Pachuca, das 4:1 gewonnen wurde, seinen ersten und auch einzigen Treffer in der höchsten Spielklasse.
Mora konnte sich jedoch insgesamt nicht durchsetzen und spielte bald auf Leihbasis für die UAT Correcaminos, Cruz Azul Hidalgo, den Club Deportivo Los Altos und die Coras de Tepic, bevor er 2015 zum Stadtrivalen Leones Negros de la UdeG wechselte, bei dem er bis 2020 tätig war.
In der Saison 2020/21 stand Mora beim spanischen Drittligisten Salamanca CF UDS unter Vertrag, bevor er nach Mexiko zurückkehrte und noch für den CD Tepatitlán de Morelos, die Alacranes de Durango und den Alebrijes de Oaxaca FC zum Einsatz kam.